# Prix Toutain
Le prix Toutain, de la fondation du même nom, est un ancien prix triennal d’histoire, créé en 1954 par l'Académie française et « décerné de préférence à un ouvrage d’histoire locale ou à toute œuvre de littérature régionale ».
Jules Toutain, né à Vincennes le 20 novembre 1865 et mort à Paris le 18 janvier 1961, est un archéologue français.

## Liste des lauréats
- 1957 : 
  - Général François-Pierre Soulé pour Histoire de Coutras
- 1960 : 
  - Henri Aubanel pour Camarguaises
  - André Bouyala d'Arnaud pour Évocation du vieux Marseille
- 1963 : 
  - Auguste Billaud pour La Petite Église dans la Vendée et les Deux-Sèvres
  - Jacques Lovie pour La Savoie dans la vie française
- 1966 : 
  - André Bouyala d'Arnaud pour Histoire de la Provence
- 1967 : 
  - Abbé Pierre Arnaud (1905-1971) pour Voies romaines en Helvie
  - Georges Baccrabère et Georges Jorré pour Toulouse, terre d’envol
  - Abbé Pierre Dubois pour Les Capucins varois
- 1969 : 
  - Georges Poisson pour Le Val de Marne
- 1972 : 
  - Jean Anglade pour La Vie quotidienne dans le Massif Central au XIXe siècle
  - Marie-Antoine de Hellé (1894-1976) pour Le Vieux Versailles
  - Jean Kerlévéo  pour Paimpol et son terroir
  - Jean Pitié (1922-1993) pour Exode rural et Migrations intérieures en France
- 1974 : 
  - Louis André (1903-2004) pour Gigean notre village
  - Jean Baumel pour L’Histoire d’une seigneurie du Midi de la France : naissance de Montpellier
  - Marcel Bouchard (1898-1977) pour Pour la Bourgogne : son université
  - Angéline Brinon (1873-197.?) et Solange Dufour pour Aimez-vous Chécy ?
  - Jean Cluzel pour Horizons bourbonnais
  - Serge Dahoui pour Ventadour
  - Jean Drouillet pour Folklore du Nivernais et du Morvan
  - Adelin Moulis pour Vieux sanctuaires ariégeois
  - Eugène Simon pour Avignon à travers les écrivains
- 1975 : 
  - Joseph Bruley pour Le Morvan, cœur de la France
  - René Descadeillas (1909-1986) pour Mythologie du Trésor de Rennes
  - Jean Jacquart pour La Crise rurale en Île-de-France 1550-1670
  - Jules Tintou (1902-1999) pour Limousin, voici tes fils, 1791-1815
  - Jean-Charles Varennes pour Les Très Riches Heures du Bourbonnais
- 1978 : 
  - Martin Elso pour Histoire d’un village basque : Ainhoa
  - Jean Rolland pour Histoire illustrée de Savenay
  - Marie-Humbert Vicaire pour Dominique et ses prêcheurs
- 1981 : 
  - Louis Allègre pour Les Volets entrouverts sur l’intime Cévenne
  - Jean Charay pour Ardèche. Ancien Vivarais : une terre, une histoire, un héritage
  - Jean Chavigny (1901-1982) pour Blois, au matin de ma jeunesse
  - Francis Falcou pour Hommage à Castelnaudary et au Lauragais
  - Martine Fournier (peintre) et Pierre-Claude Tracol pour Hommage aux mariniers du Rhône
  - Gilles Henry pour Caen, au fil des ans
  - R.P. Maurice Maupilier pour Trois aigles d’azur au cœur profond de la Vendée
  - Alain Michel pour Au Pays d’Arles
  - Freddy Raphaël et Robert Weyl pour Regards nouveaux sur les Juifs d’Alsace
  - Jeannine Redon pour À travers le fief des Guilhems
  - Gabrielle Sentis pour Saint-Tropez, cité corsaire
- 1984 : 
  - André Chédeville pour Histoire de Chartres et du pays chartrain
  - Raymond Colas (1917-1992) pour Châteaux en Bourbonnais
  - Paulette Decotte, Michel Meybeck et Madeleine Ruhn pour Bréval[2]
- 1987 : 
  - Jean Boisson pour Pourquoi la guerre de Vendée ?
  - Joël Schmidt pour Lutèce. Paris des origines à Clovis